# DITA Open Toolkit
DITA Open Toolkit是免费开源的并实现了OASIS技术标准的達爾文資訊分類體繫結構（DITA）和Schema工具。DITA Open Toolkit最初由IBM开发，并于2005年开源。DITA Open Toolkit擁有命令行以及圖形界面。